# Nikola Lekić
Nikola Lekić (Kirin Serbia: Никола Лекић; sinh ngày 28 tháng 8 năm 1990) là một cầu thủ bóng đá Serbia, thi đấu cho Bežanija.